# Germantown (contea di Washington, Wisconsin)
Germantown è un centro abitato (town) degli Stati Uniti d'America situato nella contea di Washington nello stato del Wisconsin. La popolazione era di 278 persone al censimento del 2000. La città è circondata dal villaggio di Germantown.

## Geografia fisica
Secondo lo United States Census Bureau, ha un'area totale di 1,7 miglia quadrate (4,5 km²).

## Storia
La città di Germantown in precedenza includeva anche l'area dell'attuale villaggio di Germantown. Nel 1964, per evitare l'annessione alla città di Milwaukee, la città ha permesso al villaggio di annettere la maggior parte del suo territorio. Ulteriori annessioni nel 1965 e nel 1976 hanno lasciato la città nella sua dimensione attuale.

## Società

### Evoluzione demografica
Secondo il censimento del 2000, c'erano 278 persone.

### Etnie e minoranze straniere
Secondo il censimento del 2000, la composizione etnica della città era formata dal 99,28% di bianchi e lo 0,72% di afroamericani. Ispanici o latinos di qualunque razza erano lo 0,00% della popolazione.